# Selección femenina de rugby league de Francia
La Selección femenina de rugby league de Francia representa al país en competiciones de 
selecciones nacionales de rugby league, son conocidas como las Tricolores..
Su organización está bajo el control de la Fédération Française de Rugby à XIII. 

## Historia
Se formó por primera vez en 2008 con la finalidad de representar al país en la Copa mundial de 2008.
En el Mundial de 2008 perdió cuatro encuentros (Australia, Inglaterra, Rusia y Samoa), logró un triunfo frente a Tonga por un marcador de 34 a 4 en la definición del séptimo puesto.
En el Mundial de 2013 perdió sus tres encuentros en la fase de grupos (Australia, Inglaterra, Nueva Zelanda), en la definición por el tercer puesto fue derrotado por Inglaterra por un marcador de 54 a 0.

## Participación en copas

#### Copa del Mundo de Rugby League
- 2000 al 2005: sin  participación
- 2008 : 7° puesto
- 2013 : 4° puesto
- 2017 : no clasificó
- 2021 : fase de grupos
- 2025 : clasificado